# Kristijna Loonen
Kristijna Loonen (26 juli 1970) is een voormalige Nederlandse atlete, die zich had gespecialiseerd in de lange afstand. Ze veroverde drie Nederlandse titels en liep jarenlang mee in de top van de Nederlandse wegatletiek. Ze vertegenwoordigde Nederland viermaal op een WK (tweemaal cross en tweemaal halve marathon).

## Biografie

### Jeugd
Loonens ouders scheidden toen ze jong was. Met haar twee zussen en haar oudere broer groeide ze op in een tehuis. Uiteindelijk werden ze met zijn vieren in een pleeggezin geplaatst, waar ze van haar twaalfde tot haar achttiende woonde. Als tiener begon Loonen met atletiek, in eerste instantie met een klasgenote, later met haar pleegvader. De talentvolle Loonen ontwikkelde zich tot een sterke Nederlandse atlete die meerdere Nederlandse titels won. Loonen, aangesloten bij Phanos, trainde zeven dagen per week, tweemaal per dag en kwam boven de 200 km per week. In 1995 werd ze professioneel atlete.

### Wereldkampioenschap halve marathon
Loonen vertegenwoordigde Nederland viermaal bij een wereldkampioenschap. In 1992 en 1996 nam ze deel aan de wereldkampioenschappen veldlopen. Hier werd ze respectievelijk 83e (22.57) en 68e (22.35). In 1995 nam ze in het Franse Montbéliard voor Nederland voor de eerste maal deel aan het wereldkampioenschap halve marathon. Met 1:16.50 eindigde ze op een 58e plaats. Twee jaar later werd ze in de Slowaakse stad Košice op haar tweede optreden bij het WK halve marathon 41e in 1:13.48.
In 1996 en 1997 won ze de Groet uit Schoorl (halve marathon). Bij de editie in 1997 vestigde ze een parcoursrecord van 1:13.55.

### Eerste nationale titel
Het duurde tot 2005 voordat ze voor het eerst een nationale titel won. Toen werd ze Nederlandse kampioene op de 10.000 m in 34.16,09.
Loonen nomineerde zich voor de Europese kampioenschappen van 2006 in Göteborg door de marathon Rotterdam 2005 te lopen in 2:33.27. Later dat jaar was ze de snelste Nederlandse op de marathon van Amsterdam met 2:34.08. Ze eindigde tweede op iets meer dan vier minuten achter de Ethiopische winnares Kutre Dulecha.
Het jaar erop won ze het NK marathon in Rotterdam met een finishtijd van 2:43.14. Ook won ze bij de veteranen het NK 10.000 m. Bij de NK korte cross 2006 (3250 m) was ze te laat bij de inschrijving. Ondanks het feit dat ze als eerste over de finish ging, werd ze uit de uitslagen geschrapt, omdat ze geen chip en startnummer droeg.

### Onsportief gedrag
Wegens herhaaldelijk onsportief gedrag bij wedstrijden werd de temperamentvolle Loonen begin 2006 uit de voorlopige ploeg voor de Europese kampioenschappen in Göteborg gezet. Zo schold ze bij de halve marathon van Enschede andere atleten en officials uit en had ze zich in het verleden grof uitgelaten tegen toeschouwers die naar haar mening in de weg liepen. Ook kreeg Ingrid Prigge de wind van voren tijdens de 20 van Alphen, waarvoor ze zich later verontschuldigde in het tijdschrift Runner's World. Op 15 april zou ze tijdens de marathon van Dublin volgens een brief van racedirecteur Matthew Turnbull hebben gespuugd, mensen hebben beledigd en met voorwerpen hebben gegooid.

### Schorsing
In december 2006 werd ze voor drie maanden geschorst wegens wangedrag bij de Berenloop op Terschelling. Ze zou vrijwilligers hebben beledigd en met tafels hebben gegooid. Na een klacht van de organisatie bij de KNAU werd ze vanaf 1 december 2006 tot 1 maart 2007 geschorst. Eerder in november dat jaar besloot Bram Wassenaar haar niet meer te trainen. "Dat gedrag kon ik niet meer verenigen met mijn werk als bondscoach. Maar ook omdat ze oncoachbaar is en soms niet op trainingen verschijnt."

### Laatste kans
Op 22 mei 2007 maakte de Atletiekunie bekend Loonen een laatste kans te geven om als wedstrijdatlete te kunnen deelnemen aan nationale en internationale wedstrijden. Rien van Haperen, directeur van de Atletiekunie, meldde in het bericht dat bij een volgende serieuze klacht een ordemaatregel in de vorm van een startverbod zou worden opgelegd. Tevens zou de zaak dan aanhangig worden gemaakt bij de Tuchtcommissie van het Instituut Sportrechtspraak. Een uitspraak van de Tuchtcommissie kon leiden tot schorsing of royement van de atlete.

### Succesvol 2007
Loonen won in maart 2007 de marathon van Barcelona. Met een tijd van 2:42.03 was ze bijna een kwartier langzamer dan het parcoursrecord.

### Opnieuw in de fout
In november 2007 werd bekend dat Loonen zich in mei tijdens de marathon van San Sebastián opnieuw niet had gedragen. Tijdens de marathon zou ze tegen autoportieren hebben geschopt en zijspiegels kapot hebben geslagen. Ook zou ze na de wedstrijd obscene gebaren hebben gemaakt en met flesjes water hebben gegooid.

## Nederlandse kampioenschappen
| Onderdeel | Jaar |
| --------- | ---- |
| 10.000 m  | 2005 |
| 10 km     | 2005 |
| marathon  | 2006 |

## Persoonlijke records
Baan
| Onderdeel | Prestatie | Datum        | Plaats    |
| --------- | --------- | ------------ | --------- |
| 1500 m    | 4.28,29   | 4 juli 1992  | Helmond   |
| 3000 m    | 9.26,89   | 11 juli 1992 | Papendal  |
| 5000 m    | 16.33,18  | 9 juli 2005  | Amsterdam |
| 10.000 m  | 34.08,02  | 25 mei 2006  | Vught     |

Weg
| Onderdeel      | Prestatie | Datum            | Plaats              |
| -------------- | --------- | ---------------- | ------------------- |
| 10 km          | 33.37     | 19 oktober 1996  | Waddinxveen         |
| 15 km          | 51.32     | 17 november 1996 | Nijmegen            |
| 10 Eng. mijl   | 55.44     | 8 november 1998  | Beverwijk           |
| 20 km          | 1:09.40   | 12 maart 2000    | Alphen aan den Rijn |
| halve marathon | 1:12.58   | 13 oktober 1996  | Haarlem             |
| 25 km          | 1:30.42   | 7 mei 2006       | Berlijn             |
| 30 km          | 1:50.07   | 14 maart 2004    | Zaandam             |
| marathon       | 2:33.28   | 10 april 2005    | Rotterdam           |

## Palmares

### 3000 m
- 1992:  NK in Helmond - 9.33,95
- 1992:  Papendal Games in Arnhem - 9.26,89
- 1992: 5e EK U23 in Villeneuve d'Ascq - 9.29,93

### 5000 m
- 2005:  NK - 16.33,18

### 10.000 m
- 1995:  NK in Bergen op Zoom - 34.47,17
- 1997:  NK in Emmeloord - 35.05,30
- 2004:  NK te Gorinchem - 34.34,9
- 2005:  NK te Drunen - 34.16,09
- 2006:  NK  in Vught - 34.08,02
- 2007: 16e NK in Utrecht - 36.20,08

### 5 km
- 2004:  Nike Ladies Run - 17.07
- 2005:  Marikenloop - 16.52
- 2005:  Pieter Keij Memorial - 16.49
- 2006:  Marikenloop - 17.04

### 10 km
- 1988:  Wolfskamerloop in Huizen - 37.32
- 1995:  Schiphol - 34.50
- 1995:  Coenecooploop in Waddinxveen - 33.28
- 1996: 4e Parelloop in Brunssum - 34.39
- 1996: 5e Liptonice Run in Noordwijk - 33.58
- 1996: 4e Fortis Loopfestijn in Voorthuizen - 34.10
- 1996: 4e Coenecoop in Waddingzeen - 33.37
- 1997:  Parelloop - 34.01
- 1997: 5e Liptonice in Noordwijk - 34.30
- 1997:  Hapert - 34.19
- 1997: 5e Coenecoop Run in Waddinxveen - 33.50
- 1998: 4e Parelloop - 34.39
- 1999:  Ronde door Overmeer in Nederhorst den Berg - 35.10
- 2003: 5e Sevenaer Run in Zevenaar - 34.09
- 2003: 9e Tilburg Ten Miles (10 km) - 35.15
- 2004:  The Hague Royal Ten - 35.12
- 2004:   St. Bavoloop - 35.11
- 2004:  Parelloop - 34.29
- 2004:  Goudse Nationale Singelloop - 34.34
- 2004:  Gerard Terbroke Memorial - 34.35
- 2004: 10e Ladies Run (Tilburg) - 34.55
- 2004: 4e Zwitserloot Dakrun - 35.32
- 2004: 5e Stadsloop Appingedam - 34.47
- 2005:  NK in Schoorl - 34.16 (5e overall)
- 2005:  Tilburg Ten Miles (10 km) - 34.29
- 2005: 8e Parelloop - 34.58
- 2005: 5e Zwitserloot Dakrun - 35.28
- 2005:  Stadsloop Appingedam - 34.43
- 2005:  Hemmeromloop - 35.30
- 2006: 12e Groet Uit Schoorl Run - 35.33
- 2006: 6e Fortis Loopfestijn Voorthuizen - 35.24
- 2006:  St. Bavoloop - 34.33
- 2006: 8e Parelloop - 35.40
- 2006:  Gerard Tebroke Memorial in Aalten - 35.13
- 2007:  Osterlauf in Grevenmacher - 37.09

### 15 km
- 1992: 6e Zevenheuvelenloop - 53.02
- 1995: 5e Zevenheuvelenloop - 52.45
- 1996:  Wolphaartsdijk - 53.23
- 1996: 7e Zevenheuvelenloop - 51.33
- 1997:  De Meern - 51.44
- 1997: 4e Wolphaartsdijk - 52.57
- 1997:  Pim Mulierloop in Santpoort - 52.20
- 1997: 6e Zevenheuvelenloop - 52.13
- 1998:  Kloetloop in Grootebroek - 52.09
- 1998:  Lenteloop in Papendrecht - 52.58
- 1998: 4e Zevenheuvelenloop - 52.05,2
- 1998:  Wegwedstrijd in Wolphaartsdijk - 53.22
- 1998:  Pim Mulierloop in Santpoort - 53.48
- 1999:  Wegwedstrijd in Wolphaartsdijk - 54.46
- 2003: 8e Zevenheuvelenloop - 53.11
- 2003: 5e Montferland Run - 53.15
- 2004:  Bank to Bank in Heerde - 52.50
- 2004:  Posbankloop in Velp - 53.10
- 2004: 8e Zevenheuvelenloop - 52.36
- 2004: 4e Wincanton Montferland Run in s'Heerenberg - 52.16
- 2005:  Bank to Bank Run in Heerde - 51.45
- 2005: 8e Zevenheuvelenloop - 52.11
- 2006:  Von Bank tot Bank in Heerde - 54.11

### 10 Eng. mijl
- 1986: 5e Dam tot Damloop - 1:02.33
- 1992: 5e Dam tot Damloop - 56.03
- 1995: 4e Fit Den Haag - 56.17
- 1997: 5e Telematica Loop - 56.03
- 1997:  Lelystad - 56.06
- 1997: 8e Dam tot Damloop - 56.07
- 1998:  Schiphol Air Road Run - 58.26
- 1998:  Gildehuysloop - 55.44
- 1999:  Telematica Run - 57.51
- 2003: 9e Dam tot Damloop - 58.05
- 2004: 7e Dam tot Damloop - 56.51
- 2004:  Kenwood Run - 56.55
- 2005: 7e Dam tot Damloop - 56.14
- 2005:  Kenwood Run - 56.39
- 2006:  Kenwood Run - 57.43
- 2006:  Diepe Hel Holterbergloop - 58.09
- 2006: 11e Dam tot Damloop - 57.40

### 20 km
- 2004: 7e 20 van Alphen - 1:11.49
- 2005: 4e 20 van Alphen - 1:10.47

### halve marathon
- 1992: 7e halve marathon van Egmond - 1:16.18
- 1992:  City-Pier-City Loop - 1:13.29
- 1995:  NK in Amersfoort - 1:14.19
- 1995: 58e WK in Montbéliard/Belfort - 1:16.50
- 1995:  halve marathon van Linschoten - 1:14.47
- 1996: 4e halve marathon van Egmond - 1:18.15
- 1996:  Groet uit Schoorl Run - 1:15.01
- 1996: 11e City-Pier-City Loop - 1:17.16
- 1996:  NK in Deventer - 1:14.48
- 1996:  halve marathon van Maastricht - 1:15.12
- 1996:  halve marathon van Haarlem - 1:12.58
- 1996:  halve marathon van Linschoten - 1:13.40
- 1996:  Berenloop - 1:19.03
- 1997: 5e halve marathon van Egmond - 1:16.33
- 1997:  Groet uit Schoorl Run - 1:13.55
- 1997:  Marquetteloop - 1:16.29
- 1997: 12e City-Pier-City Loop - 1:14.52
- 1997:  NK in Enschede - 1:15.14 (4e overall)
- 1997:  halve marathon van Deurne - 1:13.46
- 1997: 41e WK in Košice - 1:13.48
- 1997:  halve marathon van Dronten - 1:15.31
- 1998: 11e halve marathon van Egmond - 1:18.06
- 1998: 8e City-Pier-City Loop - 1:14.52
- 1998:  halve marathon van Heemskerk - 1:15.09
- 1998:  halve marathon van Leiden - 1:14.27
- 1998: 4e halve marathon van Haarlem - 1:16.45
- 1998:  halve marathon van Dronten - 1:13.32
- 1999: 10e halve marathon van Egmond - 1:14.49
- 2000: 7e halve marathon van Egmond - 1:18.25
- 2000:  halve marathon van Heemskerk - 1:16.04
- 2003:  Trosloop - 1:17.56
- 2003: 7e Bredase Singelloop - 1:17.18
- 2004: 7e halve marathon van Egmond - 1:20.52
- 2004:  Marquetteloop - 1:17.38
- 2004:  halve marathon van Zwolle - 1:16.05
- 2004:  NK in Den Haag - 1:17.41 (8e overall)
- 2004: 5e halve marathon van Rotterdam - 1:15.45
- 2004: 4e Bredase Singelloop - 1:14.37
- 2004:  halve marathon van Dronten - 1:15.42
- 2005: 7e halve marathon van Egmond - 1:16.40
- 2005:  NK in Den Haag - 1:15.10 (10e overall)
- 2005:  halve marathon van Heemskerk - 1:16.22
- 2005:  halve marathon van Utrecht - 1:14.53
- 2005:  halve marathon van Zwolle - 1:14.00
- 2005: 4e halve marathon van Rotterdam - 1:14.26,2
- 2005:  halve van Haarlem - 1:16.49
- 2005: 5e Bredase Singelloop - 1:14.01
- 2005:  halve marathon van Dronten - 1:16.38
- 2006: 6e halve marathon van Egmond - 1:16.31
- 2006:  NK in Den Haag - 1:18.22 (4e overall)
- 2006: 8e halve marathon van Utrecht - 1:20.14
- 2006:  halve marathon van Enschede - 1:15.57
- 2006:  halve marathon van Klazienaveen - 1:14.39
- 2006:  halve marathon van Dordrecht - 1:19.09
- 2006:  halve marathon van Heemskerk - 1:17.42
- 2006:  halve marathon van Ulrum - 1:16.48,6
- 2006: 4e halve marathon van Rotterdam - 1:16.50,7
- 2006:  Route du Vin - 1:14.03
- 2006: 4e halve marathon van Breda - 1:14.26
- 2008: 4e halve marathon van Ein Gedi - 1:20.27

### marathon
- 1996:  NK in Rotterdam - 2:39.07 (10e overall)
- 1997: 5e marathon van Rotterdam - 2:36.14
- 2004:  NK in Rotterdam - 2:38.45 (9e overall)
- 2004: 4e marathon van Amsterdam - 2:37.01
- 2005:  NK in Rotterdam - 2:33.28 (5e overall)
- 2005:  Marathon van Dublin - 2:34.08
- 2005:  marathon van Amsterdam - 2:34.08
- 2006:  NK in Rotterdam - 2:43.14 (10e overall)
- 2007:  marathon van Barcelona - 2:42.03
- 2007:  marathon van Lausanne - 2:53.48
- 2007: 17e marathon van Istanboel - 2:47.53
- 2007:  marathon van San Sebastian - 2:47.12
- 2007: 5e marathon van Macau - 2:49.01
- 2008: 6e marathon van Sevilla - 2:45.33
- 2008:  marathon van Antalya - 2:42.54,9
- 2008: 12e marathon van Seoel - 2:46.23
- 2008: 4e marathon van Monte Carlo - 2:51.30
- 2008: 4e marathon van Bonn - 2:50.19
- 2008:  marathon van Pisa - 2:42.26
- 2008: 12e marathon van Ottawa - 2:45.48,3
- 2008: 9e marathon van Venetië - 2:55.42
- 2008:  marathon van Palermo - 2:57.20
- 2008: 6e marathon van Macau - 2:53.49
- 2009: 4e marathon van Miami - 2:53.19
- 2009: 9e marathon van Carpi - 2:55.06
- 2009:  marathon van Zaragoza - 2:57.00
- 2010: 6e marathon van Limassol - 2:59.17
- 2010: 23e marathon van Saint Paul - 2:52.41
- 2010: 6e marathon van Podgorica - 2:52.08

### overige afstanden
- 2003: 10e 4 Mijl van Groningen - 22.54
- 2004: 7e 4 Mijl van Groningen - 22.28
- 2006:  25 km van Berlijn - 1:30.42

### veldlopen
- 1992: 83e WK in Boston - 22.57
- 1996:  NK in Tilburg - 21.03
- 1996: 53e EK in Charleroi - 18.46
- 1996: 68e WK in Stellenbosch - 22.35
- 1996: 14e Warandeloop - 21.44
- 1997: 15e Warandeloop - 21.38
- 1998: 14e Warandeloop - 21.39
- 1999:  Sprintcross in Breda
- 2000: 4e Profilecross - 25.40
- 2000:  NK, Heythuysen (7,4 km) - 26.06
- 2003: 6e Sylvestercross - 23.50
- 2003: 9e Warandeloop - 21.53
- 2004: 4e Profilecross - 24.48
- 2004: 9e Warandeloop - 23.41
- 2005: 11e Sylverstercross - 23.48
- 2009:  marathon van Davos - 4:06.37
- 2009: 7e Jungfrau Marathon - 3:45.31,3